# Thorictus arabicus
Thorictus arabicus es una especie de escarabajo de piel del género Thorictus, orden Coleoptera. Fue descrita por Háva en 2010.

## Descripción
Especie de cuerpo pequeño, color marrón, cubierto con betas de color amarillo. Las antenas son marrones compuestas por 11 segmentos y pronoto punteado.

## Distribución y hábitat
Se distribuye por Arabia Saudita.